# Recherche-Archipel
Der Recherche-Archipel, auch Archipelago of the Recherche genannt, wird von 105 Inseln und etwa 1800 Klippen an der Südküste von Western Australia gebildet. Die Inseln erstrecken sich 230 Kilometer in Ost-West-Richtung und sind bis zu 50 Kilometer von der Küste entfernt. Der Archipel reicht von der Stadt Esperance bis zur Israelite Bay, einer Bucht mit einer Ruine einer alten Telegraphenstation und einer Wetterstation.

## Geschichte
Der holländische Kapitän François Thijssen und Pieter Nuyts entdeckten die Inselgruppe im Jahre 1627 vom Schiff Gulden Zeepaert („Goldenes Seepferd“) aus. George Vancouver durchfuhr im Jahre 1791 diesen Archipel, 1792 folgte der Franzose Joseph Bruny d’Entrecasteaux auf dem Admiralschiff La Recherche („Suche; Forschung“), nach dem die Inselgruppe dann auch benannt wurde.
Erstmals erforscht wurde der Archipel 1802 von Matthew Flinders. Australiens berühmter Pirat Black Jack Anderson hielt sich in den 1830er Jahren dort auf, wie auch andere Piraten.

## Inselgruppen
Alle Inseln des Archipels zusammen umfassen etwa 97 Quadratkilometer Land. Sie bestehen größtenteils aus Granit, teilweise aus Gneis. Eine westliche Inselgruppe liegt nahe Esperance, Woody Island und gegenüber der Festlandsküste des Cape-Le-Grand-Nationalparks, eine östliche Inselgruppe liegt bei Middle Island, gegenüber der Festlandsküste von Cape-Arid-Nationalpark. Der Cape Le Grand National Park und der Cape Arid National Park werden zur Recherche Archipelago Nature Reserve zusammengefasst.
Middle Island ist mit 10,8 Quadratkilometern die größte Insel des Archipels, die Flinders so benannte, weil er von dem höchsten Berg des Archipels die anderen Inseln erkannte. Von dieser Insel aus stach der Pirat Black Jack in See und es gibt dort den pinkfarbenen Lake Hillier. Woody Island ist die einzige Insel, die öffentlich zum Zelten und für Wanderungen vom September bis April zugänglich ist.

## Tabelle der wichtigsten Inseln
Nachstehend die größten Inseln des Recherche-Archipels, mit einer Fläche von mindestens einem Quadratkilometer, sowie einige weitere Inseln:
| Name            | Koordinaten                   | Fläche km² |
| --------------- | ----------------------------- | ---------- |
| Middle          | 34° 6′ 10″ S, 123° 11′ 21″ O  | 11,57      |
| Mondrain        | 34° 8′ 5″ S, 122° 14′ 40″ O   | 9,02       |
| Salisbury       | 34° 21′ 39″ S, 123° 32′ 55″ O | 4,42       |
| North Twin Peak | 33° 59′ 29″ S, 122° 50′ 20″ O | 3,07       |
| Sandy Hook      | 34° 1′ 59″ S, 121° 59′ 49″ O  | 2,64       |
| Daw             | 33° 51′ 4″ S, 124° 8′ 15″ O   | 2,61       |
| Figure of Eight | 34° 1′ 39″ S, 121° 36′ 24″ O  | 2,49       |
| Woody           | 33° 57′ 43″ S, 122° 0′ 46″ O  | 2,00       |
| Long            | 34° 2′ 57″ S, 121° 57′ 54″ O  | 1,90       |
| Boxer           | 34° 0′ 5″ S, 121° 40′ 45″ O   | 1,84       |
| South Twin Peak | 34° 0′ 29″ S, 122° 48′ 20″ O  | 1,45       |
| Ram             | 34° 1′ 54″ S, 122° 8′ 33″ O   | 1,45       |
| Hood            | 34° 8′ 33″ S, 122° 2′ 57″ O   | 1,36       |
| Westall         | 34° 4′ 46″ S, 122° 58′ 0″ O   | 1,30       |
| Gulch           | 34° 1′ 30″ S, 123° 14′ 53″ O  | 1,19       |
| Wilson          | 34° 7′ 3″ S, 121° 59′ 57″ O   | 1,14       |
| Remark          | 34° 3′ 52″ S, 121° 59′ 12″ O  | 1,08       |
| Pasley          | 34° 0′ 45″ S, 123° 31′ 53″ O  | 1,07       |
| Frederick       | 34° 3′ 58″ S, 122° 0′ 31″ O   | 1,00       |
| Cooper          | 34° 13′ 53″ S, 123° 36′ 24″ O | 0,93       |
| Observatory     | 33° 55′ 24″ S, 121° 47′ 39″ O | 0,84       |
| Anvil           | 33° 44′ 7″ S, 124° 5′ 47″ O   | 0,63       |
| Termination     | 34° 28′ 14″ S, 121° 59′ 29″ O | 0,60       |
| Pointer         | 33° 43′ 16″ S, 124° 5′ 56″ O  | 0,31       |
| Taylor          | 33° 55′ 16″ S, 122° 52′ 22″ O | 0,27       |
| Red             | 33° 52′ 10″ S, 121° 21′ 2″ O  | 0,26       |
| Forrest         | 33° 55′ 0″ S, 122° 42′ 36″ O  | 0,25       |
| Barrier         | 33° 58′ 44″ S, 123° 8′ 19″ O  | 0,17       |
| Little          | 34° 27′ 26″ S, 121° 59′ 27″ O | 0,08       |
| östlichste      | 33° 48′ 52″ S, 124° 10′ 24″ O | 0,002      |

## Tier- und Pflanzenwelt
Die Fischgründe werden privat und kommerziell genutzt. Gefangen werden Seeohren, Hummer, Sardinen und Haie. Ferner gibt es Aquakulturen und Zuchtbecken für den Südlichen Blauflossen-Thunfisch. Anfang 1991 wurde ein Schiff mit 33.000 Bruttoregistertonnen versenkt, um ein Künstliches Riff zu erschaffen. Heute wird es auch von Wracktauchern besucht. Schwämme, Seegräser, Weichkorallen und Kammmuscheln wachsen in diesem Seegebiet.
Hunderte von Vogelarten bevölkern die Inselgruppe. Zwergwale, die bis zu 10 Meter lang werden, und Robben suchen den Archipel auf. Ferner haben sich auf den Inseln der bis zu 2,5 Meter lange und 300 Kilogramm schwere Australische Seelöwe sowie der Neuseeländische Seebär niedergelassen.
Ebenso einzigartig ist das Recherche-Rockwallaby eine Unterart des Schwarzpfoten-Felskängurus. Auch leben das Derbywallaby, der Australische Nasenbeutler, der Rautenpython, die Hühnergans und zwei seltene Froscharten auf diesem Archipel.
Im Recherche-Archipel wurde das erste lebende Exemplar des Roten Seedrachens gesichtet.